# Krčevina, Ormož
Krčevina este o localitate din comuna Ormož, Slovenia, cu o populație de 72 de locuitori.